# HD94427
HD94427 — хімічно пекулярна зоря спектрального класу A5, що має видиму зоряну величину в смузі V приблизно  7,3.
Вона  розташована на відстані близько 362,0 світлових років від Сонця.

## Пекулярний хімічний склад
Зоряна атмосфера HD94427 має підвищений вміст 
Cr
.